# Antonio Adolfo
Antonio Adolfo Maurity Sabóia (Río de Janeiro, 10 de febrero de 1947) es un pianista, tecladista y compositor brasileño.

## Biografía
Hijo del compositor Ruy Maurity y Carol Saboya, una violinista de la Orquesta Sinfónica de Brasil, a los dieciséis años ya pertenecía al exclusivo club de la Bossa nova como pianista.
De regreso a Brasil, en 1977, fue pionero de la producción independiente al publicar el álbum Hecho en Casa, del sello Artezanal, comercializado ese mismo año de manera directa en las disquerías, iniciando así un movimiento de autogestión que motivaría la aparición de artistas que discrepaban con las leyes del mercado tradicional. Desde 1985 se ha dedicado a su escuela de música, el Centro Musical Antonio Adolfo, además de participar en eventos internacionales como músico y educador, sin dejar de lado su carrera como intérprete. Recibió dos Premios Sharp por sus trabajos Antonio Adolfo y Chiquinha con jazz, respectivamente.
Como autor de material didáctico, publicó siete libros en Brasil a través de la editora Lumiar, además de una videoclase y dos libros sobre música brasileña en el exterior. Durante ocho años fue el representante del IAJE (International Association for jazz Education) para América Latina. Recientemente volvió a presentarse en shows con más frecuencia, tanto en grupo como en solitario. Junto con su hija, Carol Saboya, lanzaron el álbum Antonio Adolfo & Carol Saboya En vivo/Liven, publicado en Brasil y en el exterior.

## Carrera
Comenzó a estudiar música durante su infancia, y a comienzos de los años 60 se hizo habitual de los ambientes cariocas donde se tocaba jazz y bossa nova. En 1964 formó el Trío 3-D para escenificar el musical "Pobre Niña Rica", de Vinicius de Moraes y Carlos Lyra.
Participó como compositor de los festivales de música popular, obteniendo éxito con Sá Marina en 1968 y el año siguiente con Juliana, junto con Tibério Gaspar, interpretada por el conjunto A Brazuca, del cual formaba parte. En 1969 su carrera fue impulsada por la artista Maysa, con quien trabajó para los arreglos de su LP titulado Maysa. Además de ello, el álbum incluyó cuatro canciones de su autoría. En 1970 ganó la Fase Nacional del V Festival Internacional de la Canción, con la música BR-3 interpretada por Tony Hecho, compuesta junto a Tibério Gaspar. 
Poco después acompañó a Elis Regina durante su gira por Europa. En los años 70 se radicó en los Estados Unidos para estudiar música, influenciado principalmente por el lenguaje del jazz.
Fundó en 1985 una escuela en Río de Janeiro, el Centro Musical Antonio Adolfo. Además de mantener el centro musical, continuó actuando como arreglador, productor, compositor y pianista. En 2016 fue nominado al Grammy Latino de Mejor Álbum de Jazz Latino por su álbum Tropical Infinito. El año siguiente fue nuevamente nominado en la misma categoría, esta vez por el álbum Hybrido/From Rio to Wayne Shorter.